# Índex de Competitivitat Global

Mapa mundial mostrant els resultats de l'Índex de Competitivitat Global de 2008-2009. Cada color representa un percentil 25 dels 134 països avaluats aquell any. Els països en verd obtingueren la puntuació més alta i els vermells la més baixa. Els països en gris no foren avaluats.

L'Índex de Competitivitat Global (anglès: Global Competitiveness Index, sigles GCI) ha estat desenvolupat i publicat anualment des del 1979 pel Fòrum Econòmic Mundial. L'informe del 2009 avaluà 133 economies de països desenvolupats i en vies de desenvolupament, un país menys que l'informe de 2008-2009 car Moldàvia fou exclosa per falta d'informació. En la classificació de 2010-2011, Suïssa lidera la classificació com a economia més competitiva del món. Els Estats Units, que durant anys ocuparen el primer lloc, ara ocupen el quart a causa de la debilitat de les seves institucions financeres i la seva inestabilitat macroeconòmica.
L'índex de competitivitat mesura la capacitat dels països de proveir alts nivells de prosperitat als seus ciutadans. Al seu torn, aquesta capacitat depèn de la productivitat amb la qual un país utilitza els recursos disponibles. En conseqüència, l'índex mesura un conjunt d'institucions, polítiques i factors que defineixen els nivells de prosperitat econòmica sostenible avui i a mitjà termini. Aquest índex és àmpliament utilitzat i citat en articles acadèmics.